# Copelatus kammuriensis
Copelatus kammuriensis es una especie de escarabajo buceador del género Copelatus, de la subfamilia Copelatinae, en la familia Dytiscidae. Fue descrito por Tamu & Tsukamoto en 1955.